# Ronde van Sardinië
De Ronde van Sardinië was een meerdaagse wielerwedstrijd op het Italiaanse eiland Sardinië. De wedstrijd werd georganiseerd tussen 1958 en 1983 (behalve in de jaren 1979 en 1981). Gedurende twaalf jaar werd de wedstrijd vervolgens niet georganiseerd. In 1996 en 1997 volgden twee edities als voortzetting van de  Internationale Wielerweek die tot 1994 op Sicilië werd verreden. In 2009 werd voor het eerst na elf jaar onderbreking weer een ronde verreden. De editie van 2012 werd wegens financiële problemen afgelast; sindsdien is de Ronde van Sardinië niet meer verreden.
De Belg Eddy Merckx is met vier eindoverwinningen recordhouder.

## Lijst van winnaars
* Edities 1996-1997 annex Internationale Wielerweek

### Meervoudige winnaars
| Overwinningen | Renner       | Jaren                  |
| ------------- | ------------ | ---------------------- |
| 4             | Eddy Merckx  | 1968, 1971, 1973, 1975 |
| 3             | Rik Van Looy | 1959, 1962, 1965       |
| 2             | Gregor Braun | 1980, 1983             |

### Overwinningen per land
| Overwinningen | Land                                      |
| ------------- | ----------------------------------------- |
| 12            | België                                    |
| 9             | Italië                                    |
| 2             | Frankrijk, West-Duitsland                 |
| 1             | Nederland, Noorwegen, Slowakije, Tsjechië |